# Grande Prêmio da Itália de 1982
Resultados do Grande Prêmio da Itália de Fórmula 1 realizado em Monza em 12 de setembro de 1982. Décima quinta etapa da temporada, foi vencido pelo francês René Arnoux, da Renault, que subiu ao pódio ladeado por Patrick Tambay e Mario Andretti, pilotos da Ferrari.

## Resumo

### Mario Andretti na Ferrari
Contratado pela Williams para substituir Carlos Reutemann no Grande Prêmio do Oeste dos EUA, Mario Andretti retornou para a Formula Indy, mas em setembro o piloto acertou com Enzo Ferrari sua participação no Grande Prêmio da Itália para ajudar a equipe vermelha a conquistar o título mundial de construtores de 1982. Dias mais tarde o norte-americano confirmou as expectativas e assinalou a décima oitava e última pole position de sua carreira à frente da Brabham-BMW de Nelson Piquet, com Patrick Tambay e Riccardo Patrese, também pilotos de Ferrari e Brabham, respectivamente, ocupando a segunda fila bem adiante de Alain Prost e René Arnoux, dupla da Renault. Em sétimo lugar sai a Williams-Ford de Keke Rosberg, líder do campeonato, enquanto Niki Lauda e John Watson, pilotos da McLaren-Ford, saem em décimo e décimo segundo lugares, respectivamente.
Em meio a tanta agitação dois fatos relativos a 1983 sobressaíram-se no paddock: a contratação de Eddie Cheever como titular da Renault ao lado de Alain Prost e o contrato entre a empresa Techniques d'Avant Garde (do bilionário saudita Mansour Ojjeh) e a Porsche para o fornecimento de motores turbo à McLaren.

### Arnoux vence e adia decisão
Mesmo sendo o pole position, Mario Andretti largou mal devido a uma falha no cabo do acelerador de sua Ferrari. Por consequência uma mixórdia formou-se detrás do norte-americano e assim Nelson Piquet surgiu à frente dos rivais, entretanto sua Brabham não resistiu à força de René Arnoux cuja Renault tomou a liderança na Variante Ascari. Logo depois o brasileiro perderia o segundo lugar para Patrick Tambay, da Ferrari, e para desgosto de Bernie Ecclestone seus pilotos deixaram a corrida um após o outro: na sexta volta a embreagem traiu Riccardo Patrese, que ultrapassara Tambay, e Piquet sucumbiu ao motor no giro seguinte.
Vítima da confusão causada pelo "engasgo" de Andretti, o francês Alain Prost passeou pela grama e caiu várias posições, mas na sétima volta o Renault turbo do francês tomou o terceiro lugar de Mario Andretti e partiu em perseguição a Tambay, mas o fulgor da disputa fez Prost danificar a "saia" de seu carro ao forçar uma ultrapassagem sobre o rival. Obrigado a parar nos boxes para consertar o estrago, ele abandonou a corrida na volta 27 por falhas na injeção de combustível de seu Renault e como os freios da McLaren-Ford de Niki Lauda deixaram o austríaco a pé na vigésima primeira volta, restaram apenas John Watson e Keke Rosberg como candidatos ao título de 1982, mas para o azar deste último um toque na Alfa Romeo de Bruno Giacomelli durante uma tentativa de ultrapassagem na volta 26 danificou o aerofólio traseiro do conjunto Williams-Ford e assim o finlandês saiu de Monza sem pontuar.
Ultrapassagens esparsas ocorreram como de praxe, mas a partir da trigésima segunda volta René Arnoux, Patrick Tambay, Mario Andretti e John Watson acomodaram-se nas quatro primeiras posições até cruzarem a linha de chegada, com Michele Alboreto e Eddie Cheever completando a zona de pontuação a uma volta dos primeiros. Fora da zona de pontuação, Keke Rosberg não conseguiu o sexto lugar necessário para assegurar o título, mas conservou a liderança do mundial com 42 pontos, três a mais que Didier Pironi. Todavia, como o francês parou de correr após o grave acidente sofrido no Grande Prêmio da Alemanha de 1982, o único em condições matemáticas de desafiar Rosberg é John Watson com seus 33 pontos. Já entre as equipes, Ferrari, McLaren e Renault seguem em busca do título de construtores.
René Arnoux venceu sua última prova pela Renault e com Patrick Tambay ao seu lado, protagonizou a terceira dobradinha francesa na temporada. Por fim, após conquistar uma pole position inédita desde a Lotus no Grande Prêmio dos Estados Unidos de 1978, Mario Andretti conquistou um honroso terceiro lugar em seu derradeiro pódio na Fórmula 1 e pela mesma equipe onde obteve a primeira vitória no Grande Prêmio da África do Sul de 1971. A etapa italiana foi também a última corrida da equipe Fittipaldi e nela Chico Serra largou em vigésimo sexto e fechou em décimo primeiro, porém na etapa final em Las Vegas, Serra não obteve classificação pra largar. 

## Classificação da prova

### Treinos oficiais
| Pos.    | Nº | Piloto             | Construtor      | Q1       | Q2       | Dif.    |
| ------- | -- | ------------------ | --------------- | -------- | -------- | ------- |
| 1       | 28 | Mario Andretti     | Ferrari         | 1:31.474 | 1:28.473 | —       |
| 2       | 1  | Nelson Piquet      | Brabham-BMW     | 1:29.709 | 1:28.508 | + 0.035 |
| 3       | 27 | Patrick Tambay     | Ferrari         | 1:29.275 | 1:28.830 | + 0.357 |
| 4       | 2  | Riccardo Patrese   | Brabham-BMW     | 1:30.818 | 1:29.898 | + 1.425 |
| 5       | 15 | Alain Prost        | Renault         | 1:30.488 | 1:30.026 | + 1.553 |
| 6       | 16 | René Arnoux        | Renault         | 1:30.520 | 1:30.097 | + 1.624 |
| 7       | 6  | Keke Rosberg       | Williams-Ford   | 1:32.340 | 1:31.834 | + 3.361 |
| 8       | 23 | Bruno Giacomelli   | Alfa Romeo      | 1:33.703 | 1:32.352 | + 3.879 |
| 9       | 22 | Andrea de Cesaris  | Alfa Romeo      | 1:32.546 | 1:32.616 | + 4.073 |
| 10      | 8  | Niki Lauda         | McLaren-Ford    | 1:33.571 | 1:32.782 | + 4.309 |
| 11      | 3  | Michele Alboreto   | Tyrrell-Ford    | 1:33.553 | 1:33.134 | + 4.661 |
| 12      | 7  | John Watson        | McLaren-Ford    | 1:34.725 | 1:33.185 | + 4.712 |
| 13      | 5  | Derek Daly         | Williams-Ford   | 1:33.887 | 1:33.333 | + 4.860 |
| 14      | 25 | Eddie Cheever      | Ligier-Matra    | 1:34.357 | 1:33.377 | + 4.904 |
| 15      | 31 | Jean-Pierre Jarier | Osella-Ford     | 1:33.531 | 1:34.103 | + 5.058 |
| 16      | 35 | Derek Warwick      | Toleman-Hart    | 1:34.581 | 1:33.628 | + 5.155 |
| 17      | 11 | Elio de Angelis    | Lotus-Ford      | 1:34.429 | 1:33.629 | + 5.156 |
| 18      | 14 | Roberto Guerrero   | Ensign-Ford     | 1:35.593 | 1:34.058 | + 5.585 |
| 19      | 29 | Marc Surer         | Arrows-Ford     | 1:34.343 | 1:36.352 | + 5.870 |
| 20      | 4  | Brian Henton       | Tyrrell-Ford    | 1:35.640 | 1:34.379 | + 5.906 |
| 21      | 26 | Jacques Laffite    | Ligier-Matra    | 1:34.659 | no time  | + 6.186 |
| 22      | 36 | Teo Fabi           | Toleman-Hart    | 1:37.693 | 1:34.780 | + 6.307 |
| 23      | 12 | Nigel Mansell      | Lotus-Ford      | 1:34.964 | 1:35.106 | + 6.491 |
| 24      | 30 | Mauro Baldi        | Arrows-Ford     | 1:36.804 | 1:34.977 | + 6.504 |
| 25      | 10 | Eliseo Salazar     | ATS-Ford        | 1:37.248 | 1:34.991 | + 6.518 |
| 26      | 20 | Chico Serra        | Fittipaldi-Ford | 1:35.854 | 1:35.230 | + 6.757 |
| 27      | 17 | Rupert Keegan      | March-Ford      | 1:37.370 | 1:35.323 | + 6.850 |
| 28      | 9  | Manfred Winkelhock | ATS-Ford        | 1:36.044 | 1:35.701 | + 7.228 |
| 29      | 18 | Raul Boesel        | March-Ford      | 1:36.811 | 1:35.747 | + 7.274 |
| 30      | 33 | Tommy Byrne        | Theodore-Ford   | 1:37.002 | 1:36.032 | + 7.559 |
| Fontes: |    |                    |                 |          |          |         |

### Corrida
| Pos.    | Nº | Piloto             | Construtor      | Voltas | Tempo/Diferença  | Grid | Pontos |
| ------- | -- | ------------------ | --------------- | ------ | ---------------- | ---- | ------ |
| 1       | 16 | René Arnoux        | Renault         | 52     | 1:22:25.734      | 6    | 9      |
| 2       | 27 | Patrick Tambay     | Ferrari         | 52     | + 14.064         | 3    | 6      |
| 3       | 28 | Mario Andretti     | Ferrari         | 52     | + 48.452         | 1    | 4      |
| 4       | 7  | John Watson        | McLaren-Ford    | 52     | + 1:27.845       | 12   | 3      |
| 5       | 3  | Michele Alboreto   | Tyrrell-Ford    | 51     | + 1 volta        | 11   | 2      |
| 6       | 25 | Eddie Cheever      | Ligier-Matra    | 51     | + 1 volta        | 14   | 1      |
| 7       | 12 | Nigel Mansell      | Lotus-Ford      | 51     | + 1 volta        | 23   |        |
| 8       | 6  | Keke Rosberg       | Williams-Ford   | 50     | + 2 voltas       | 7    |        |
| 9       | 10 | Eliseo Salazar     | ATS-Ford        | 50     | + 2 voltas       | 25   |        |
| 10      | 22 | Andrea de Cesaris  | Alfa Romeo      | 50     | + 2 voltas       | 9    |        |
| 11      | 20 | Chico Serra        | Fittipaldi-Ford | 49     | + 3 voltas       | 26   |        |
| 12      | 30 | Mauro Baldi        | Arrows-Ford     | 49     | + 3 voltas       | 24   |        |
| NC      | 14 | Roberto Guerrero   | Ensign-Ford     | 40     | Não classificado | 18   |        |
| Ret     | 11 | Elio de Angelis    | Lotus-Ford      | 33     | Regulador        | 17   |        |
| Ret     | 23 | Bruno Giacomelli   | Alfa Romeo      | 32     | Handling         | 8    |        |
| Ret     | 29 | Marc Surer         | Arrows-Ford     | 28     | Ignição          | 19   |        |
| Ret     | 15 | Alain Prost        | Renault         | 27     | Injeção          | 5    |        |
| Ret     | 8  | Niki Lauda         | McLaren-Ford    | 21     | Freios           | 10   |        |
| Ret     | 31 | Jean-Pierre Jarier | Osella-Ford     | 10     | Roda             | 15   |        |
| Ret     | 1  | Nelson Piquet      | Brabham-BMW     | 7      | Motor            | 2    |        |
| Ret     | 2  | Riccardo Patrese   | Brabham-BMW     | 6      | Embreagem        | 4    |        |
| Ret     | 26 | Jacques Laffite    | Ligier-Matra    | 5      | Câmbio           | 21   |        |
| Ret     | 36 | Teo Fabi           | Toleman-Hart    | 2      | Motor            | 22   |        |
| Ret     | 5  | Derek Daly         | Williams-Ford   | 0      | Colisão          | 13   |        |
| Ret     | 35 | Derek Warwick      | Toleman-Hart    | 0      | Colisão          | 16   |        |
| Ret     | 4  | Brian Henton       | Tyrrell-Ford    | 0      | Colisão          | 20   |        |
| DNQ     | 17 | Rupert Keegan      | March-Ford      |        |                  |      |        |
| DNQ     | 9  | Manfred Winkelhock | ATS-Ford        |        |                  |      |        |
| DNQ     | 18 | Raul Boesel        | March-Ford      |        |                  |      |        |
| DNQ     | 33 | Tommy Byrne        | Theodore-Ford   |        |                  |      |        |
| Fontes: |    |                    |                 |        |                  |      |        |

## Tabela do campeonato após a corrida
| Pos.    | Piloto        | Pontos |
| ------- | ------------- | ------ |
| 1       | Keke Rosberg  | 42     |
| 2       | Didier Pironi | 39     |
| 3       | John Watson   | 33     |
| 4       | Alain Prost   | 31     |
| 5       | Niki Lauda    | 30     |
| Fontes: |               |        |

| Pos.    | Equipe        | Pontos |
| ------- | ------------- | ------ |
| 1       | Ferrari       | 74     |
| 2       | McLaren-Ford  | 63     |
| 3       | Renault       | 59     |
| 4       | Williams-Ford | 55     |
| 5       | Lotus-Ford    | 30     |
| Fontes: |               |        |

- Nota: Somente as primeiras cinco posições estão listadas. Entre 1981 e 1990 cada piloto podia computar onze resultados válidos por temporada não havendo descartes no mundial de construtores.